# Mistrzostwa Afryki w Chodzie Sportowym 2009
Mistrzostwa Afryki w Chodzie sportowym 2009 – zawody lekkoatletyczne rozegrane 19 kwietnia w Radis w Tunezji.
Zwyciężczyni chodu wśród kobiet – Tunezyjka Chaima Trabelsi ustanowiła wynikiem 1:37:44 rekord kraju w chodzie na 20 kilometrów.

## Rezultaty

### Mężczyźni
| Konkurencja:  | 1. miejsce     | Rezultat | 2. miejsce     | Rezultat | 3. miejsce  | Rezultat |
| Chód na 20 km | Hassanine Sbaï | 1:24:15  | Hichem Medjber | 1:24:51  | Ali Amrouch | 1:25:03  |

### Kobiety
| Konkurencja:  | 1. miejsce      | Rezultat | 2. miejsce | Rezultat | 3. miejsce        | Rezultat |
| Chód na 20 km | Chaima Trabelsi | 1:37:44  | Olfa Lafi  | 1:37:59  | Aynalem Bekashign | 1:42:29  |